# Krummfühlerwanzen

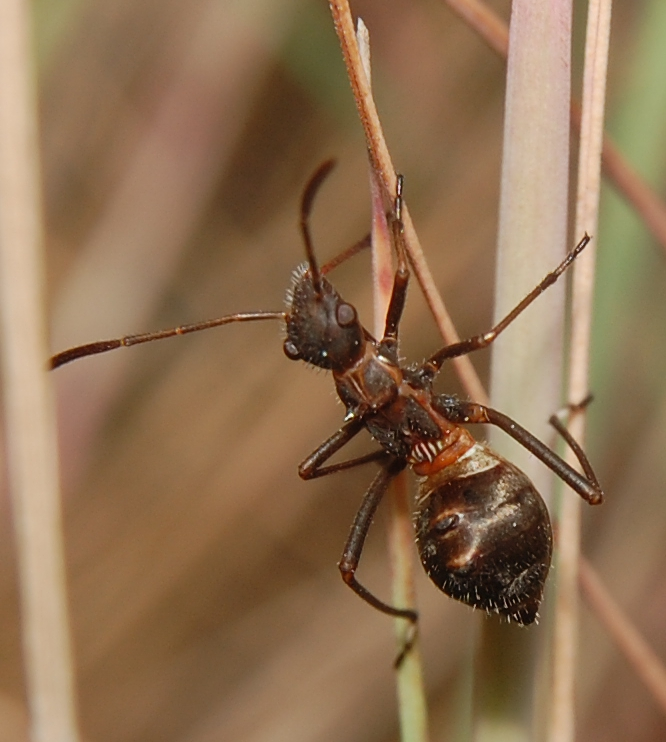
Eine Nymphe von Alydus calcaratus

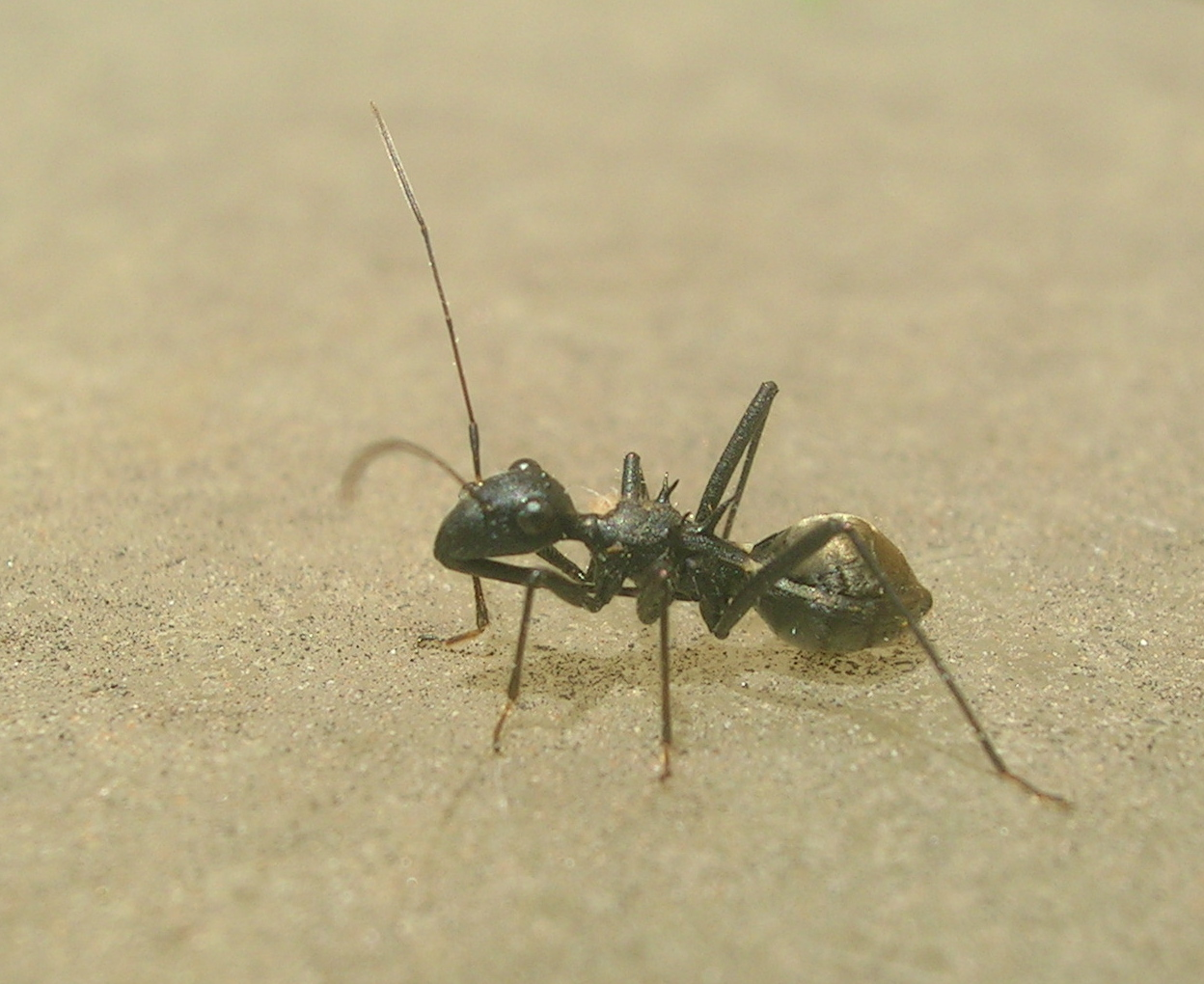
Dulichius inflatus

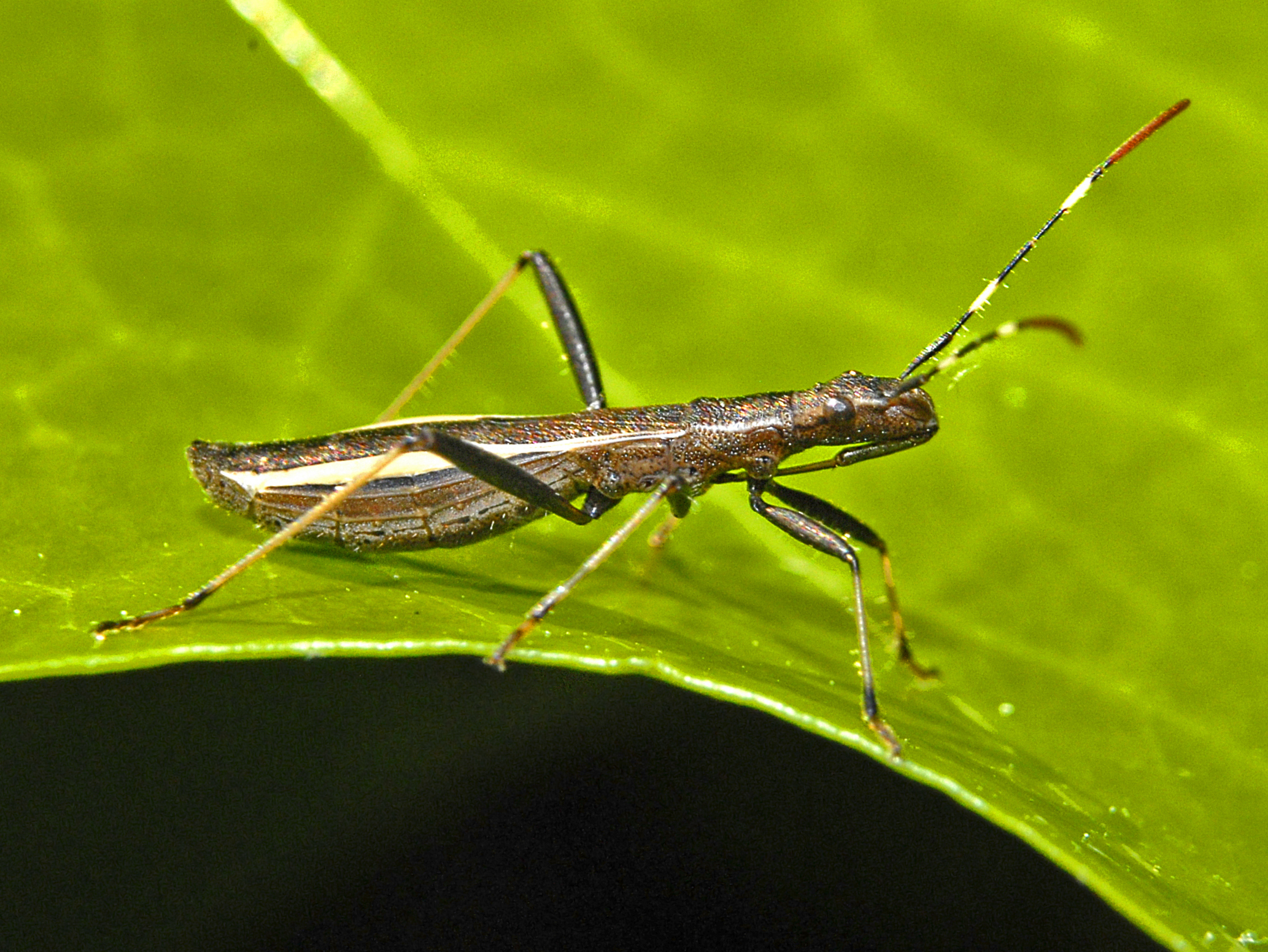
Micrelytra fossularum

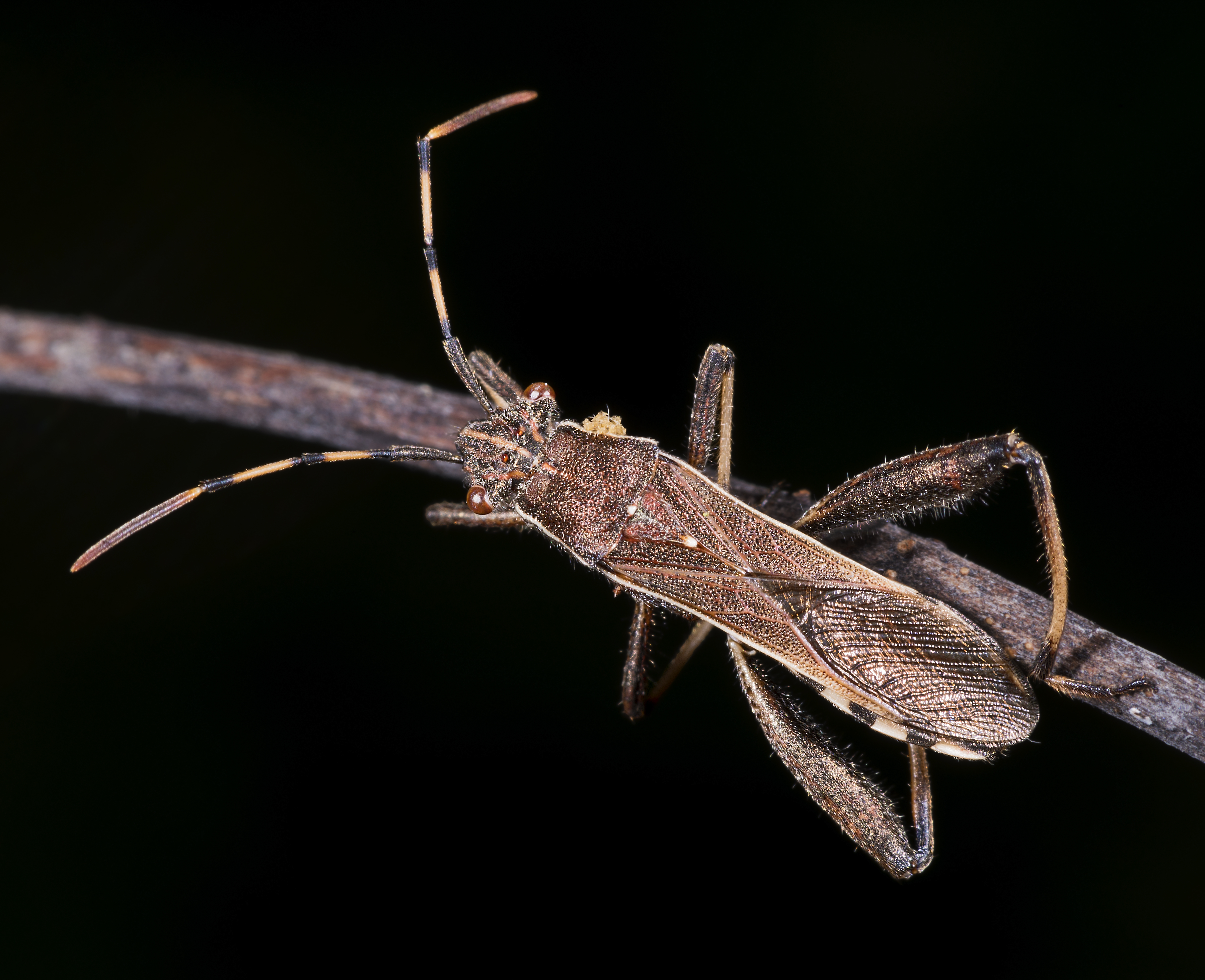
Camptopus lateralis

Krummfühlerwanzen (Alydidae) sind eine Familie der Wanzen (Heteroptera)innerhalb der Teilordnung Pentatomomorpha. Von ihnen sind mehr als 254 Arten in etwa 45 Gattungen bekannt. In Europa sind 12 Arten vertreten, von denen in Mitteleuropa vier vorkommen.

## Merkmale
Krummfühlerwanzen werden 8 bis 20 Millimeter lang. Sie haben in der Regel einen langgestreckten, schlanken Körper, mit einem überproportional großen Kopf (er ist breiter als die Halbe Länge des Halsschildvorderrandes) und verlängerten Extremitäten. Viele Arten, insbesondere deren Nymphen imitieren das Aussehen von Ameisen, aber auch Wegwespen. Insbesondere Individuen mit zurückgebildeten Flügeln sehen Ameisen täuschend ähnlich, wohingegen die mit voll entwickelten (makropteren) Flügeln den Wegwespen ähnlich sehen. Häufig sind die Wanzen matt-graubraun gefärbt. Bei manchen Arten sind die Schenkel (Femora) bei den Männchen verdickt.
Die sehr kurzen Bucculae, die die Schnabelrinne seitlich begrenzenden Wangenplatten, reichen bei allen Arten nicht über die Fühlerbasen hinaus und sind charakteristisch für die Vertreter der Krummfühlerwanzen. Letztere befinden sich dorsal, oberhalb der gedachten Linie durch die Mitte der Facettenaugen. Das erste Fühlerglied ist basal nicht eingeschnürt. Die Punktaugen (Ocelli) befinden sich nicht auf sklerotisierten Erhebungen. Die Membrane der Hemielytren haben zahlreiche Flügeladern. Die Trichobothria am Hinterleib liegen am fünften bis siebten Sternum lateral oder sublateral, am dritten und vierten Sternum submedial. Sie sind entweder in Gruppen, oder verstreut angeordnet. Die Stigmen befinden sich alle ventral und auch am achten Hinterleibssegment sind Stigmen ausgebildet. Bei den Nymphen befinden sich die Duftdrüsenöffnungen am Hinterleib jeweils zwischen dem vierten bis sechsten Tergum. Der Spermatheca fehlt der proximale Flansch.
Bei einer Reihe von Gattungen ist ein Stridulationsorgan ausgebildet. Das Stridulitrum befindet sich auf den Hemielytren, das Plectrum auf den hinteren Schenkeln (Femora).

## Vorkommen
Die Krummfühlerwanzen sind weltweit verbreitet, haben ihr Hauptverbreitungsgebiet jedoch in den Tropen und Subtropen.

## Lebensweise
Krummfühlerwanzen ernähren sich phytophag entweder von den vegetativen Teilen der Pflanzen oder von reifen oder unreifen Samen. Alydinae saugen überwiegend an Hülsenfrüchtlern (Fabaceae), Micrelytrinae überwiegend an Gräsern. Eine Reihe von Arten tritt in der Landwirtschaft als Schädling auf. Beispielsweise ist Leptocorisa acuta ein bedeutender Schädling an Reis und kann durch das Saugen an den sich entwickelnden Reissamen auch totale Ernteausfälle verursachen. Diese und auch eine andere Art sammelt sich während der Trockenzeit in sehr großen Aggregationen. Diese werden durch Pheromone koordiniert, sodass die Wanzen etwa bei Gefahr gemeinsam im Schwarm flüchten. Die ameisenimitierenden Arten sehen Ameisen nicht nur zum Teil so ähnlich, dass man sie im Feld nur schwer von echten Ameisen unterscheiden kann, sie imitieren auch die ruckartigen Bewegungen von Ameisen, um die Tarnung zu perfektionieren.

## Taxonomie und Systematik
Charles Jean Baptiste Amyot & Jean Guillaume Audinet Serville beschrieben die Gruppe 1843 erstmals als „Alydides“. Carl Stål stellte sie 1867 mit dem Namen „Alydida“ als Unterfamilie zu den Randwanzen (Coreidae). Dieser Ansicht folgten viele nachfolgende Autoren und begründeten dies mit den vielen Flügeladern auf der Membrane der Hemielytren und dem plattenförmigen Ovipositor. Schaefer stellte die Gruppe 1965 wie auch nachfolgende Autoren in den Familienrang innerhalb der Überfamilie Coreoidea und erhob außerdem auch mehrere Tribus in den Rang von Unterfamilien. Er unterteilte die Familie in die Unterfamilien Alydinae und Micrelytrinae. Ahmad erhob die von Schaefer noch als Tribus zu letzterer Unterfamilie gerechneten Leptocorisini in den Rang einer dritten Unterfamilie. Dieser Ansicht folgten viele spätere Autoren, so auch Schuh & Slater (1995). Li & Zheng (1993) stützten jedoch die Klassifikation auf Basis von zwei Unterfamilien nach Schaefer. Dieser überprüfte 1999 die Klassifikation erneut und bestätigte die Unterteilung in bloß zwei Unterfamilien und folgenden Tribus:
- Unterfamilie Alydinae (Mehrzahl der Arten und Gattungen; weltweit)[4]
  - Tribus Alydini
  - Tribus Daclerini (1 Gattung; Australien, Orientalis)[4]

- Unterfamilie Micrelytrinae
  - Tribus Micrelytrini (2 Gattungen; südliche Paläarktis, Nearktis)[5]
  - Tribus Leptocorisini
    - Subtribus Leptocorisina (4 Gattungen; weltweit)[5]
    - Subtribus Noliphina (3 Gattungen; Südamerika, Australien und Orientalis)[5]

In Europa treten folgende Arten auf:
- Alydus calcaratus (Linnaeus, 1758)
- Alydus rupestris Fieber, 1861
- Camptopus lateralis (Germar, 1817)
- Camptopus tragacanthae (Kolenati, 1845)
- Euthetus humilis Horvath, 1907
- Heegeria tangirica (Saunders, 1877)
- Megalotomus junceus (Scopoli, 1763)
- Megalotomus ornaticeps (Stål, 1858)
- Micrelytra fossularum (Rossi, 1790)
- Nariscus spinosus (Burmeister, 1835)
- Nemausus sordidatus (Stål, 1858)
- Tenosius proletarius (Schaum, 1853)

Fossilfunde der Familie aus dem Oligozän-Miozän sind aus allen Unterfamilien bekannt. Außerdem ist eine ausgestorbene Unterfamilie, die Monstrocoreinae aus den Oberjura beschrieben.

## Belege